# Uraarachne
Uraarachne Keyserling, 1880 è un genere di ragni appartenente alla famiglia Thomisidae.

## Distribuzione
Le due specie note di questo genere sono diffuse in America meridionale: Brasile (U. longa) e Guyana francese (U. vittata)

## Tassonomia
La dicitura Urarachne presente in una pubblicazione è da ritenersi un mero e ingiustificato errore.
Il genere è considerato sinonimo anteriore di Odontoruncinia Caporiacco, 1954, secondo l'analisi degli esemplari tipo di Odontoruncinia vittata Caporiacco, 1954 effettuata dall'aracnologo Rinaldi nel 1988.
Non sono stati esaminati esemplari di questo genere dal 1988.
A dicembre 2013, si compone di due specie:
- Uraarachne longa Keyserling, 1880[2] — Brasile
- Uraarachne vittata (Caporiacco, 1954) — Guyana francese